# Mảng xanh

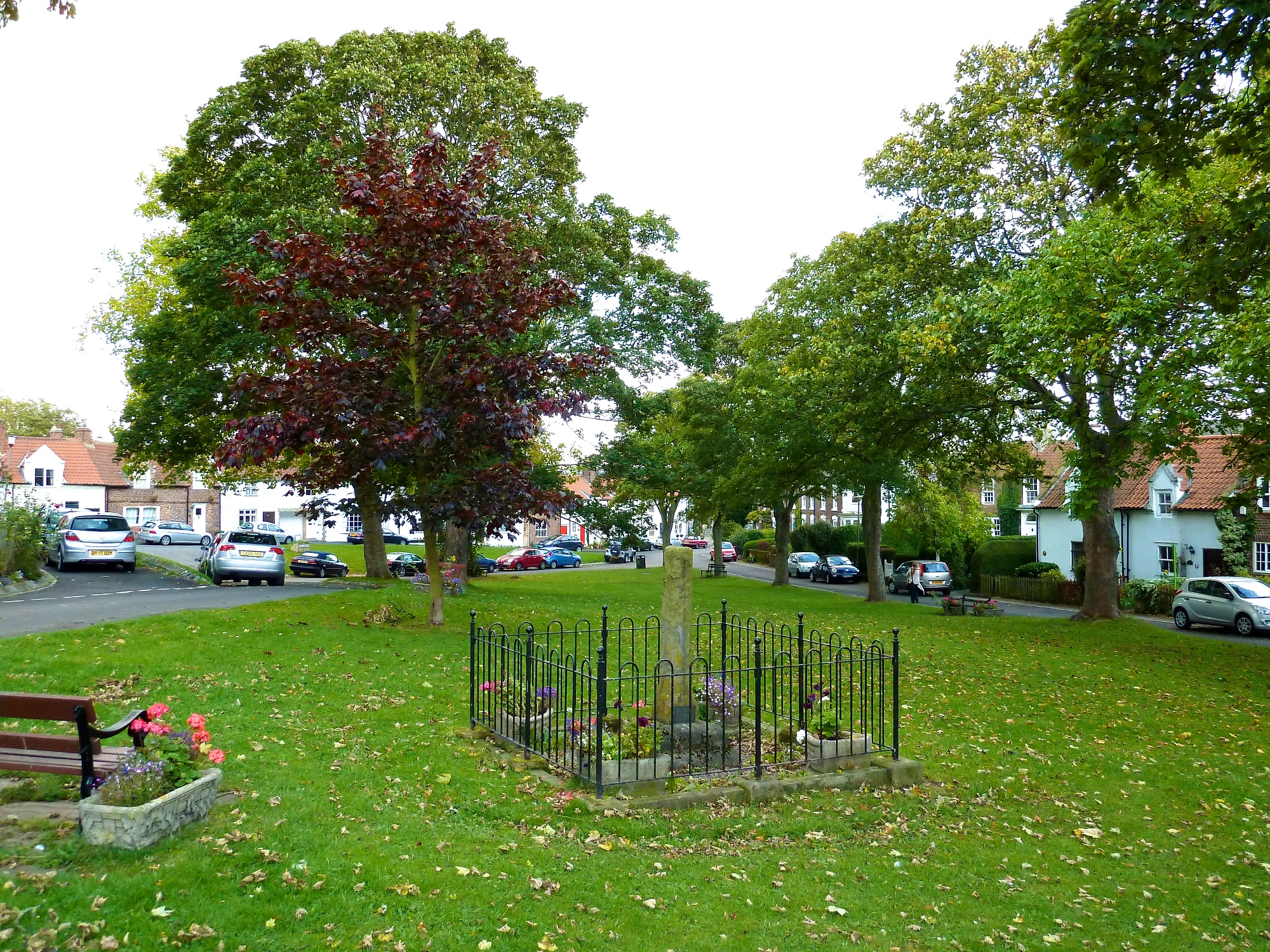
Một không gian xanh ở khu đô thị tại Anh

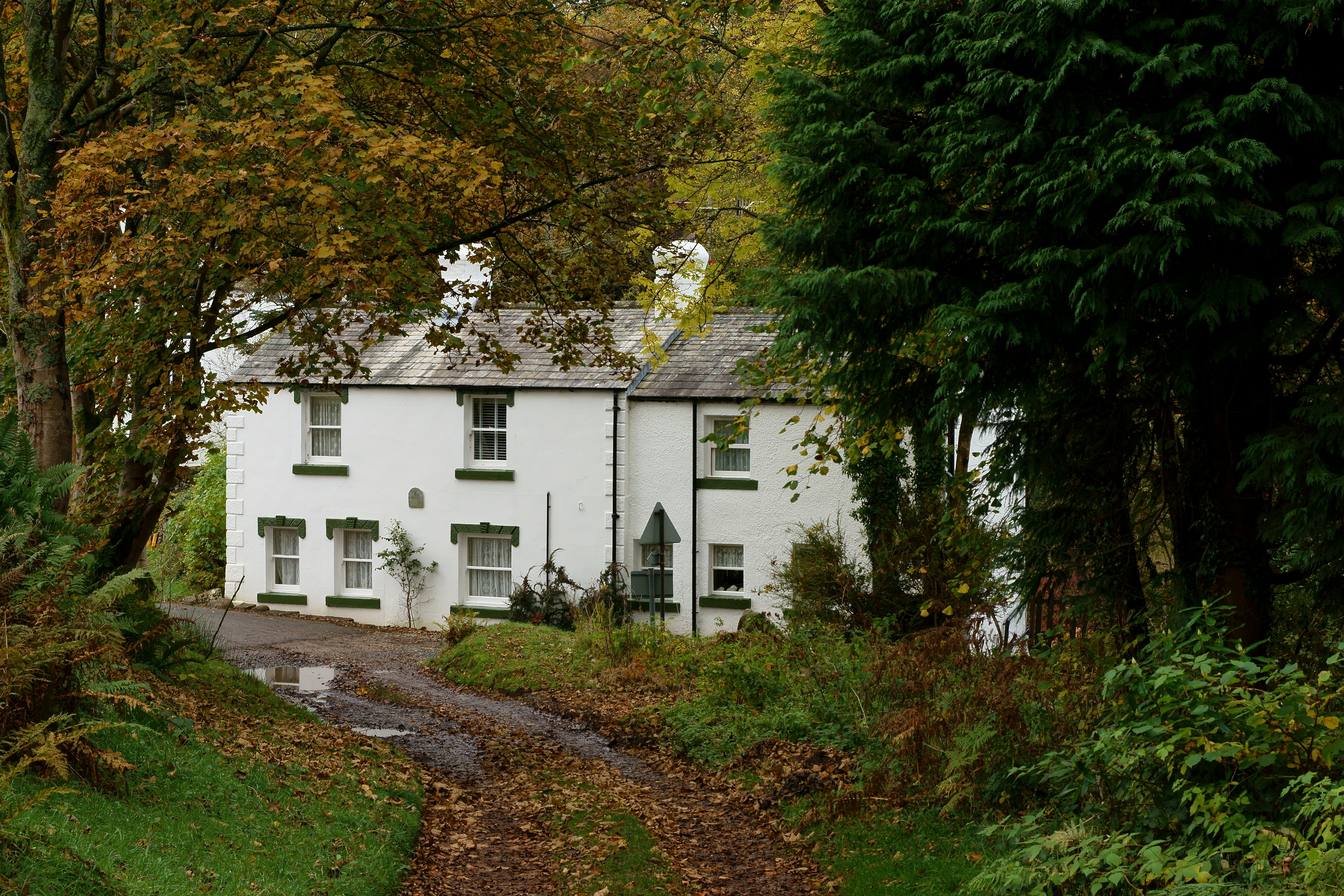
Mảng xanh ở một khu dân cư

Mảng xanh hay Mảng xanh đô thị (Urban green space) hay không gian xanh là các khu vực không gian mở dành riêng cho công viên và các "không gian xanh" khác, bao gồm hệ thực vật, hệ thủy sinh, môi trường nước (thủy tụ) còn được gọi là không gian xanh và các loại khác của môi trường tự nhiên.. Hầu hết không gian mở đô thị là không gian xanh, nhưng đôi khi bao gồm các loại không gian mở khác. Cảnh quan của không gian mở đô thị có thể trải dài từ sân chơi đến môi trường được bảo trì kỹ lưỡng đến cảnh quan thiên nhiên tự nhiên không phải duy tu định kỳ. Nói chung thì mảng xanh được coi là mở cửa tự do dành cho công chúng, tuy vậy, không gian xanh đô thị đôi khi cũng thuộc sở hữu tư nhân, chẳng hạn như cơ sở giáo dục đại học, vườn cộng đồng và khuôn viên cơ quan hoặc khuôn viên, sân sau công ty. Các khu vực bên ngoài ranh giới thành phố, chẳng hạn như công viên quốc gia cũng như không gian mở ở nông thôn, ngoại thành, ngoại ô, không được coi là không gian mở đô thị. Những đường phố, quảng trường và quảng trường đô thị không phải lúc nào cũng được xác định là không gian mở đô thị trong quy hoạch sử dụng đất. Không gian xanh đô thị có ý nghĩa và tác động tích cực đến sức khỏe của các cá nhân và cộng đồng gần không gian xanh.

## Tổng quan
Mảng xanh đô thị (bao gồm cả hoa, cỏ và các loại cây) cũng ngày càng được chú trọng và trở thành yếu tố tiên quyết của người dân khi lựa chọn nơi an cư, tầm quan trọng của mảng xanh đô thị, bao gồm hệ thống công viên, không gian cây xanh trên đường phố, các công trình xanh trong bệnh viện, trường học, cơ quan nhà nước, các dự án nhà ở, khu dân cư xanh. Không chỉ góp phần vào việc cải thiện cảnh quan, phát triển mảng xanh còn là yếu tố quan trọng để cải thiện chất lượng không khí, khử bụi, tiêu thụ khí CO2, giảm nhiệt độ ngoài trời, giúp con người vơi bớt những căng thẳng, nặng nề khi lưu thông trên đường hoặc an cư. Cây xanh là một trong những yếu tố giúp hạn chế ô nhiễm không khí, ô nhiễm tiếng ồn, đặc biệt là ở các đô thị lớn. Phát triển xanh, bền vững là xu thế tất yếu của các đô thị trong giai đoạn hiện nay. Trong điều kiện nhiệt độ ngày càng tăng, đặc biệt tại các khu vực đô thị là nơi mà nhiều diện tích xanh được thay bằng bê tông nên hấp thu nhiều nhiệt lượng, làm cho đô thị nóng lên, do đó cần có các giải pháp giảm nhiệt cho đô thị, trong đó có tăng cường mảng xanh.
Mảng xanh đô thị có ý nghĩa tương đương những công trình trong việc định vị đẳng cấp một thành phố. Mảng xanh đô thị giúp thành phố không phải tồn tại như khối bê tông vô hồn. Không có mảng xanh đô thị thì thành phố không khác gì sa mạc. Mảng xanh đô thị chính là phần mềm của một thành phố văn minh. Mảng xanh có tác dụng rất tích cực đến môi trường, không chỉ góp phần làm trong lành không khí (thải ra hơi nước làm giảm nhiệt độ, hút bớt khí CO2), tạo ra cảnh quan đô thị đẹp mắt mà còn có tác dụng giúp con người bớt căng thẳng, nặng nề. Ở mỗi con đường, mỗi góc phố có thêm một gốc cây xanh, thêm những bồn hoa, thêm những trảng cỏ, thêm được một góc công viên, sẽ có ý nghĩa. Dọc các tuyến đường trong thành phố, những điểm xanh với lá với hoa hiện ra làm mềm hẳn những khối bê tông, những mảng nhựa đường cứng nhắc, nóng chảy. Ở các công sở, các chung cư, nếu không có một góc công viên thì cũng có những chậu kiểng, bonsai để điểm tô thêm cho mỹ quan khu vực nên những năm gần đây, ở các cây cầu, các chung cư, các cao ốc được trang trí bằng những mảng xanh đẹp mắt. Hầu hết các thành phố phát triển trên thế giới đều không ngừng phát triển mảng xanh tạo bóng mát, cảnh quan, giảm khói bụi, thanh lọc khí độc.
Một lối đi xanh thường là con đường sử dụng chung dọc theo dải đất chưa sử dụng để phát triển hạ tầng ở khu vực thành thị hoặc nông thôn, dành cho mục đích giải trí hoặc bảo vệ môi trường. Lối đi xanh thường được tạo ra từ các tuyến đường sắt không sử dụng, đường dẫn kênh, quyền sử dụng đường đi của công ty tiện ích hoặc đất công nghiệp vô chủ. Lối đi xanh cũng có thể là công viên tuyến tính và có thể đóng vai trò là hành lang cho động vật hoang dã. Bề mặt của con đường có thể được trải nhựa và thường phục vụ nhiều người sử dụng: người đi bộ, người chạy bộ, người đi xe đạp, người trượt ván và người đi bộ đường dài. Một đặc điểm của đường xanh, theo định nghĩa của Hiệp hội lối đi xanh châu Âu là "dễ đi lại": tức là chúng có "độ dốc thấp hoặc bằng 0", để tất cả "những cư dân bao gồm cả những người bị suy giảm khả năng vận động có thể sử dụng chúng" Lối đi xanh có thảm thực vật, tuyến tính và kiêm dụng. Chúng kết hợp lối đi bộ và/hoặc đường xe đạp trong công viên tuyến tính. Trong thiết kế đô thị, chúng là một phần của việc lập kế hoạch cho đi lại bằng xe đạp và khả năng đi bộ. Tổ chức Sustrans của Anh, liên quan đến việc tạo ra đường dành cho xe đạp và đường xanh, tuyên bố rằng tuyến đường không có giao thông "phải được thiết kế trên giả định rằng mọi người sẽ sử dụng nó" và các biện pháp được thực hiện "để hỗ trợ người dùng khiếm thị và suy giảm khả năng vận động".

## Tại Sài Gòn
Thành phố Hồ Chí Minh là đô thị thiếu trầm trọng mảng xanh, tỉ lệ phủ cây xanh quá thấp so với tiêu chuẩn, trung bình chỉ 0,55m2/người, thấp hơn so với các thành phố lớn khác (như Hà Nội là 2,06m2/người, Đà Nẵng thì 2,4m2/người, Hải Phòng đạt 3,41m2/người), thậm chí ở nhiều nơi công cộng, diện tích cây xanh bị thu hẹp. Khu vực nội thành, nhiều đồ án quy hoạch phân khu chưa quan tâm đúng mức để phát triển mảng xanh, khi xây dựng công trình đã có nhiều hàng cổ thụ bị đốn hạ. Nhiều tuyến đường có cây xanh nhưng còi cọc, trồng cách xa nhau, khó đủ khả năng lọc không khí. Các quận, huyện ngoại thành không có công viên có diện tích lớn để người dân vui chơi, thư giãn. Hiện nay, cây xanh được trồng trên vỉa hè mà phía dưới có nhiều công trình hạ tầng khác chen chúc nên ảnh hưởng rất lớn đến sự phát triển tự nhiên của cây. Nguồn giống cây mang ra trồng ở một số nơi chưa đảm bảo yêu cầu về chất lượng, tuy được nhiều tổ chức, cá nhân quan tâm, đầu tư về công tác nguồn cây giống nhưng nguồn chất lượng cây còn chưa đồng đều, chưa đáp ứng được yêu cầu chất lượng cũng như các tiêu chuẩn hiện hành. Công tác sản xuất nguồn cây giống chưa có sự đầu tư về chiều sâu và chưa có cái nhìn về lâu dài, việc áp dụng kỹ thuật, công nghệ mới còn rất hạn chế.
Do đó, cần có quy định bằng hành lang pháp lý, các công trình đều hướng đến bảo vệ môi trường và cảnh quan tạo không gian xanh. Trên đường phố và nơi công cộng, ưu tiên không gian trồng cây, phát triển mảng xanh. Đô thị hóa cũng phải bảo tồn lợi ích thiên nhiên đã mang lại, mở đường, làm cầu, xây dựng công trình hãy xem xét tận dụng lại tối đa mảng xanh, nhất là loại cổ thụ lâu năm. Khuyến khích người dân, doanh nghiệp trồng cây phát triển mảng xanh. Tùy theo điều kiện có thể lồng ghép hình thành các công trình xanh, khu dân cư xanh. Tăng mật độ cây xanh tối đa với các dự án nhà ở, bệnh viện, trường học, cơ sở tư nhân, cơ quan nhà nước. Đồng thời có biện pháp chế tài các chủ đầu tư sử dụng sai mục đích đất dành cho cây xanh. Cần lập danh sách các loại cây tùy kích cỡ và chuẩn loại lâu năm xem như di sản để ưu tiên bảo tồn, điều chỉnh hạng mục công trình không ảnh hưởng, phát hiện kịp thời các dấu hiệu bất thường để xử lý, bảo vệ mảng xanh, nhất là loại cổ thụ.
Khi có một công trình mới thì ưu tiên thực hiện mảng xanh, không thu hẹp hay bỏ qua điều kiện mảng xanh và công viên đối với các dự án bất động sản, nhà ở, khu dân cư. Trồng cây ở bất kỳ nơi nào khi có thể từ khu nhà trọ đến trường học, bệnh viện, trụ sở làm việc, khoảnh đất trống, góc sân, mái hiên, ban công, trên bức tường hoặc cầu thang trong căn hộ chung cư. Mỗi cơ quan, đơn vị, doanh nghiệp tùy thuộc điều kiện thực tế đều có giải pháp trồng cây, dây leo, rau quả, hoa kiểng vừa góp phần bảo vệ môi trường, phủ rộng sắc xanh tươi thắm cho thành phố. Trong khu dân cư hiện hữu, nơi đô thị hóa cao, những khu đất trống còn sót lại hãy ưu tiên làm công viên tạo cảnh quan và phục vụ cộng đồng. Khuyến khích chủ sở hữu phủ sắc xanh cho công trình, sáng kiến mái nhà hay bức tường xanh trồng cây hoặc tạo vườn rau trên sân thượng. Chính quyền tăng cường trồng cây trên các tuyến đường đang thiếu mảng xanh, khu đô thị mới, vùng ven nơi có quỹ đất công dồi dào. Lồng ghép quy hoạch theo hướng phát triển đô thị xanh các dự án bất động sản, khu dân cư với môi trường cảnh quan luôn xanh – sạch – đẹp, hạn chế vũ trường ồn ào, quán nhậu ngập tràn rượu bia.

## Hình ảnh

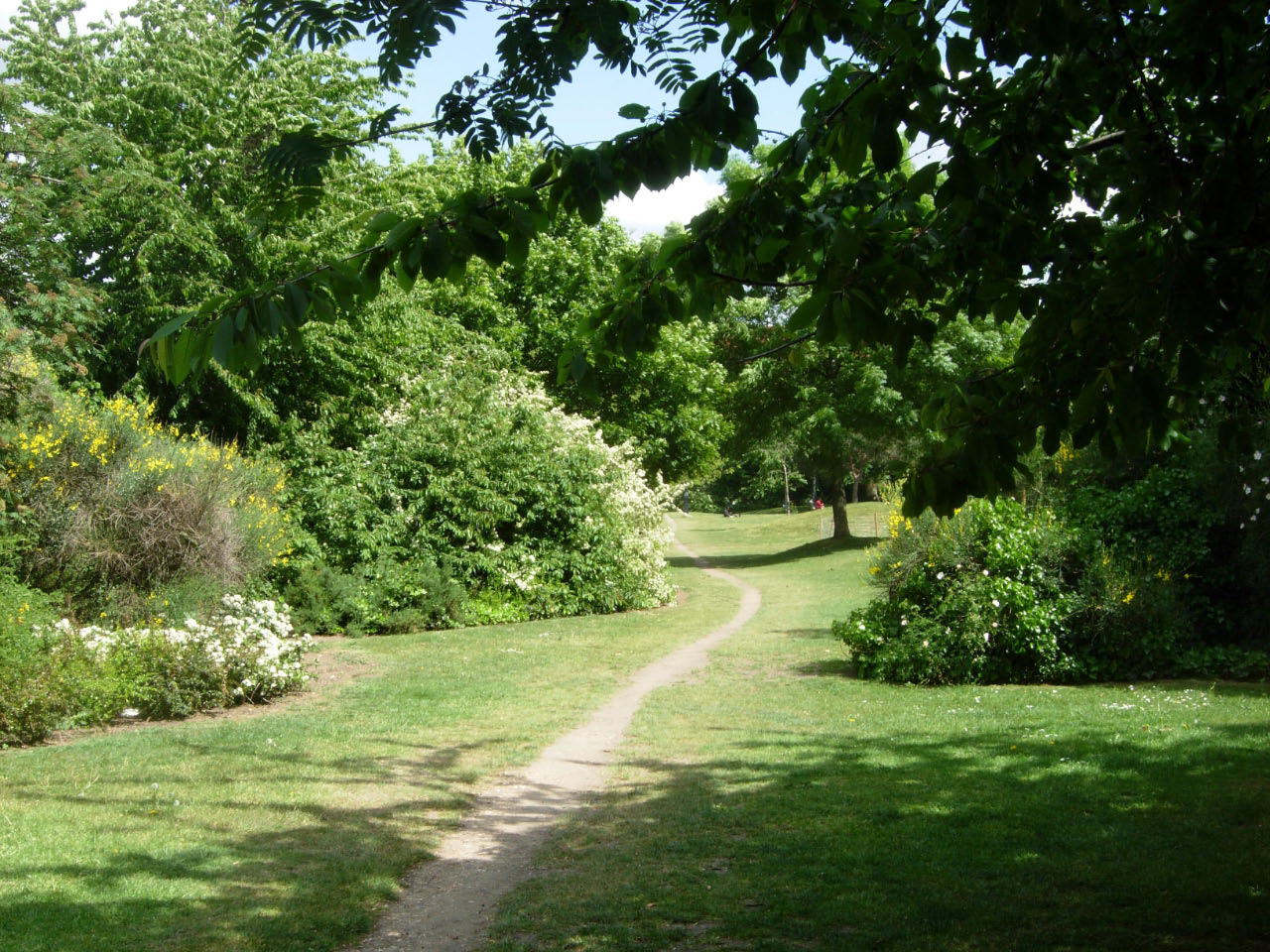
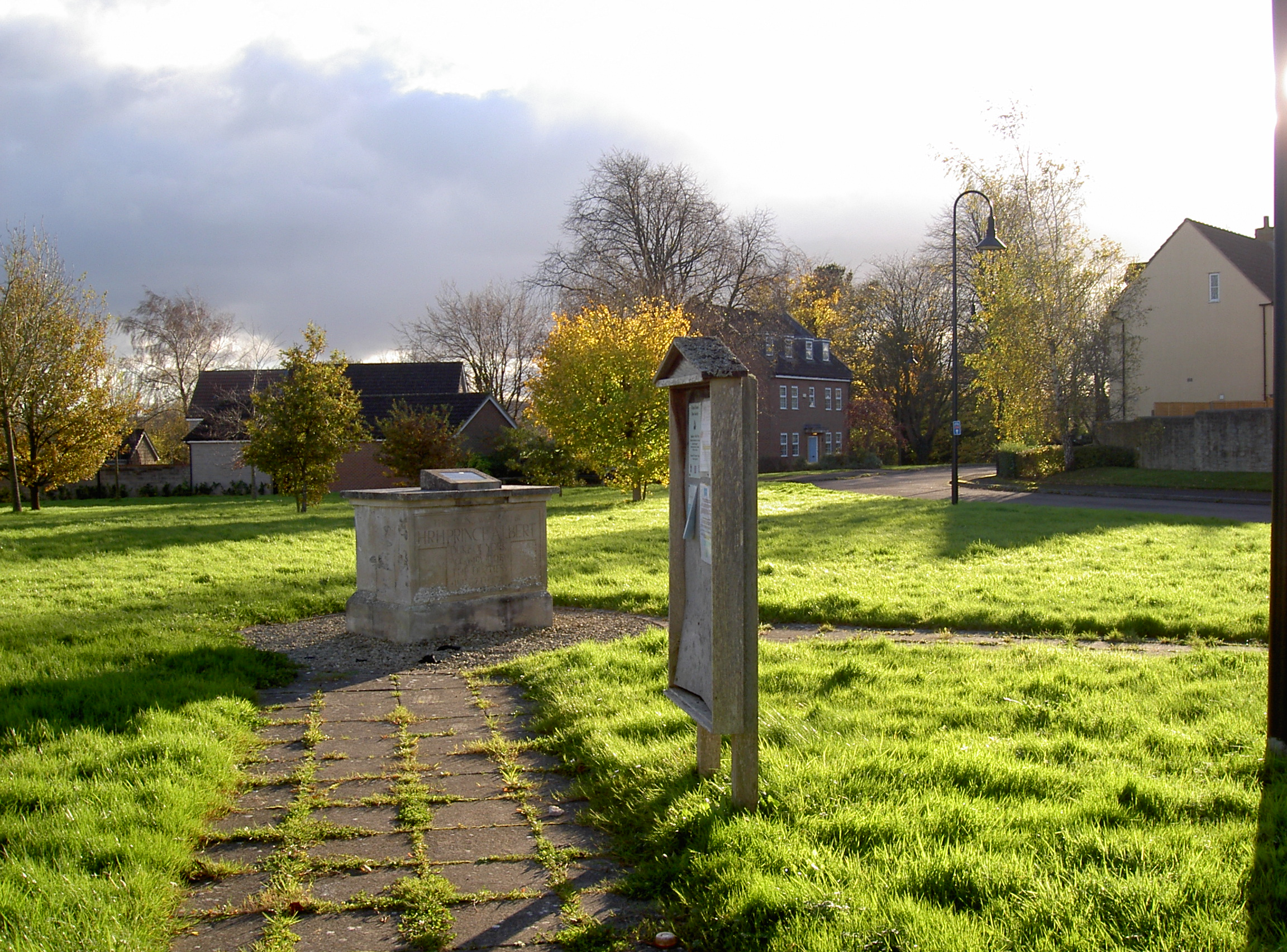
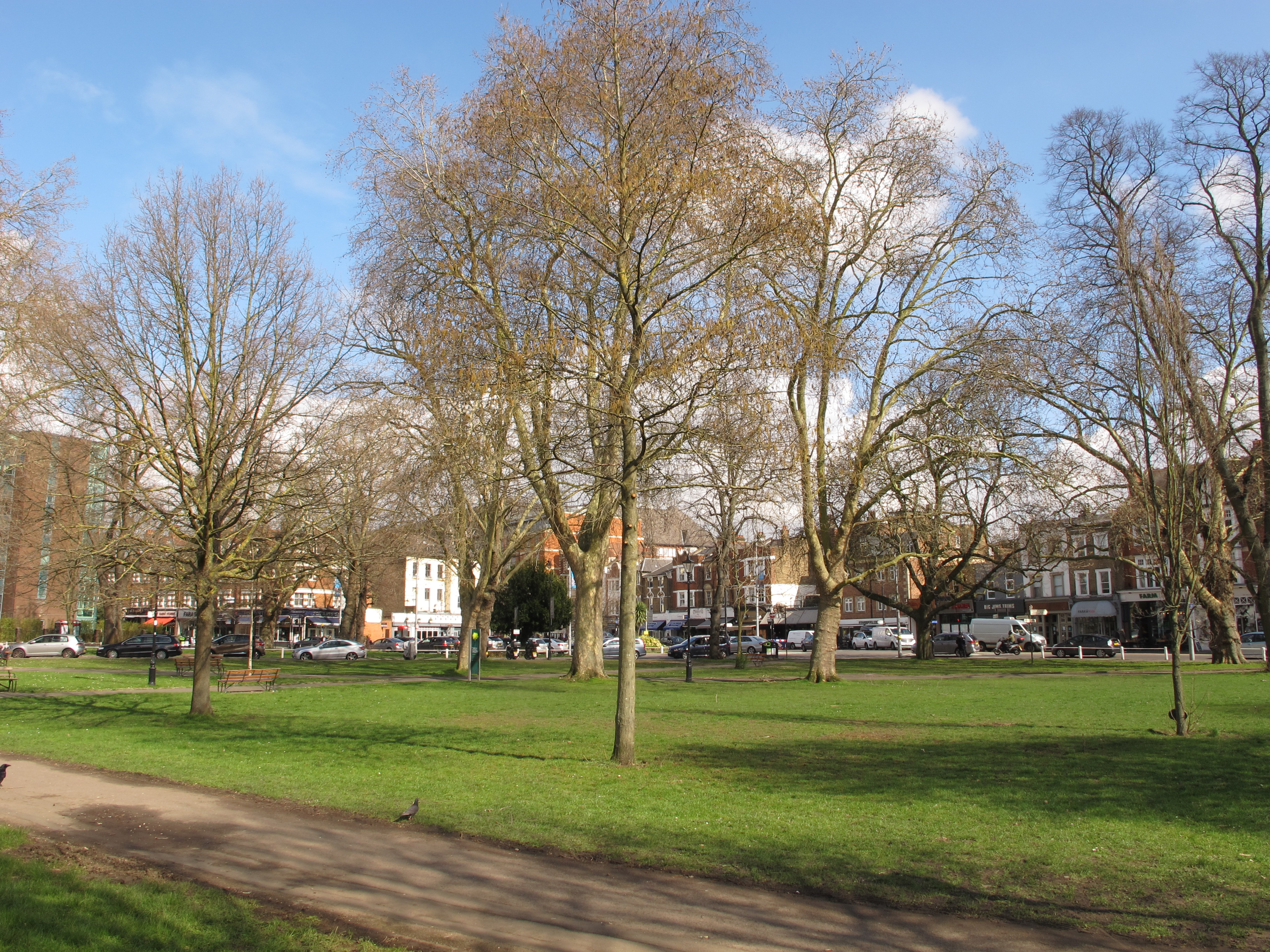
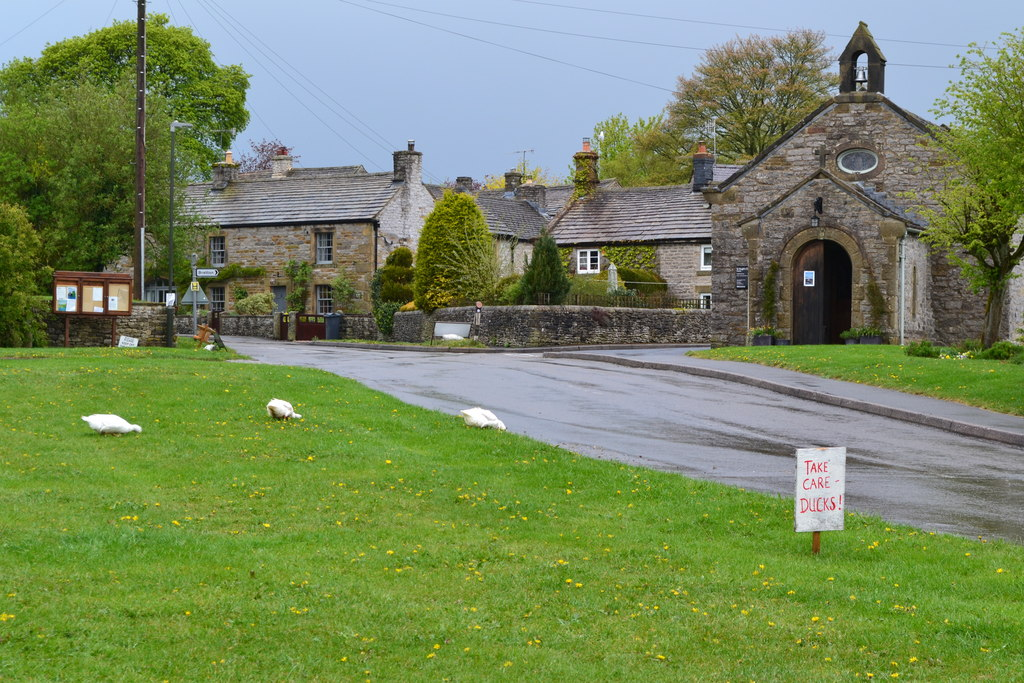
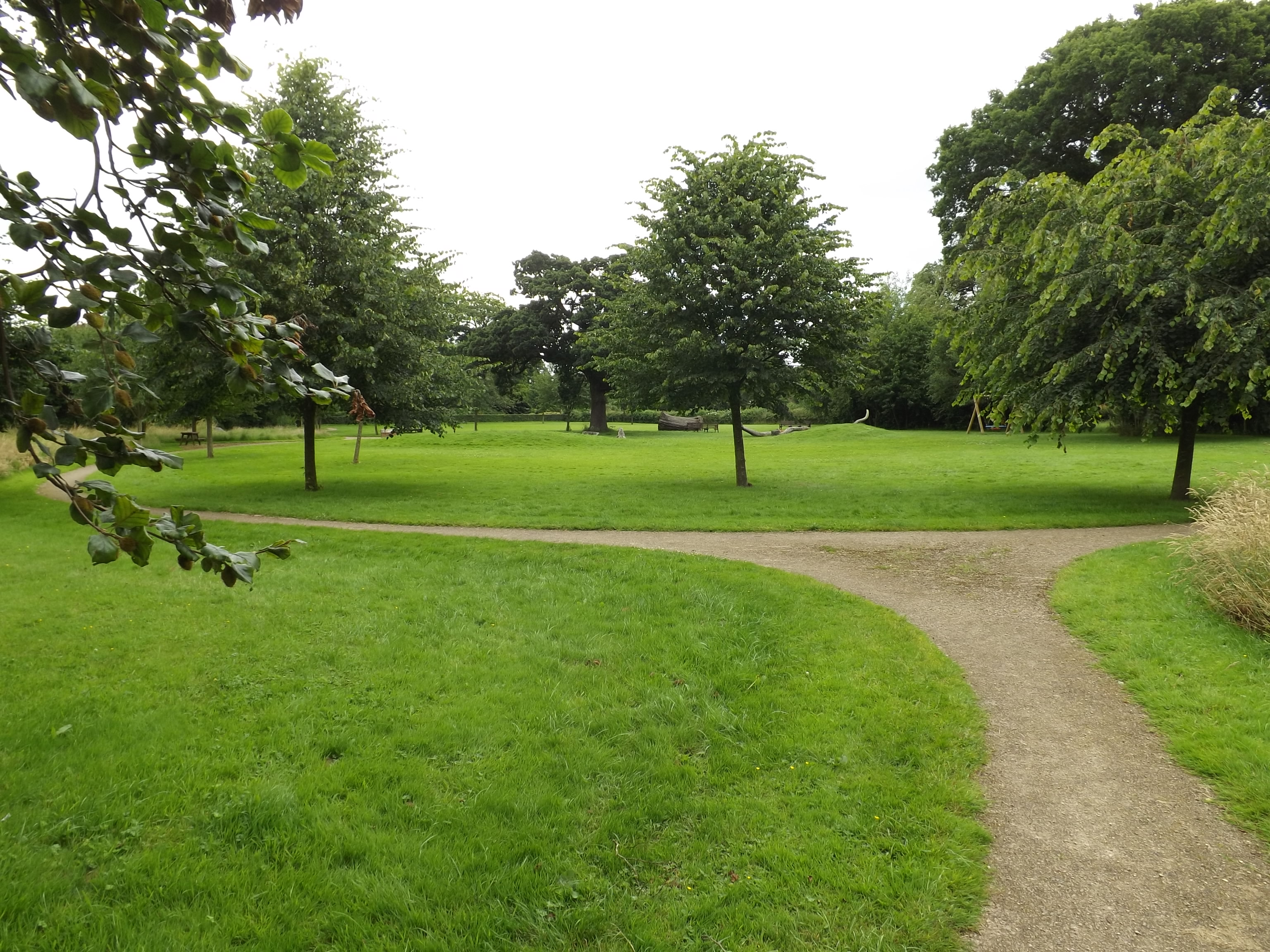
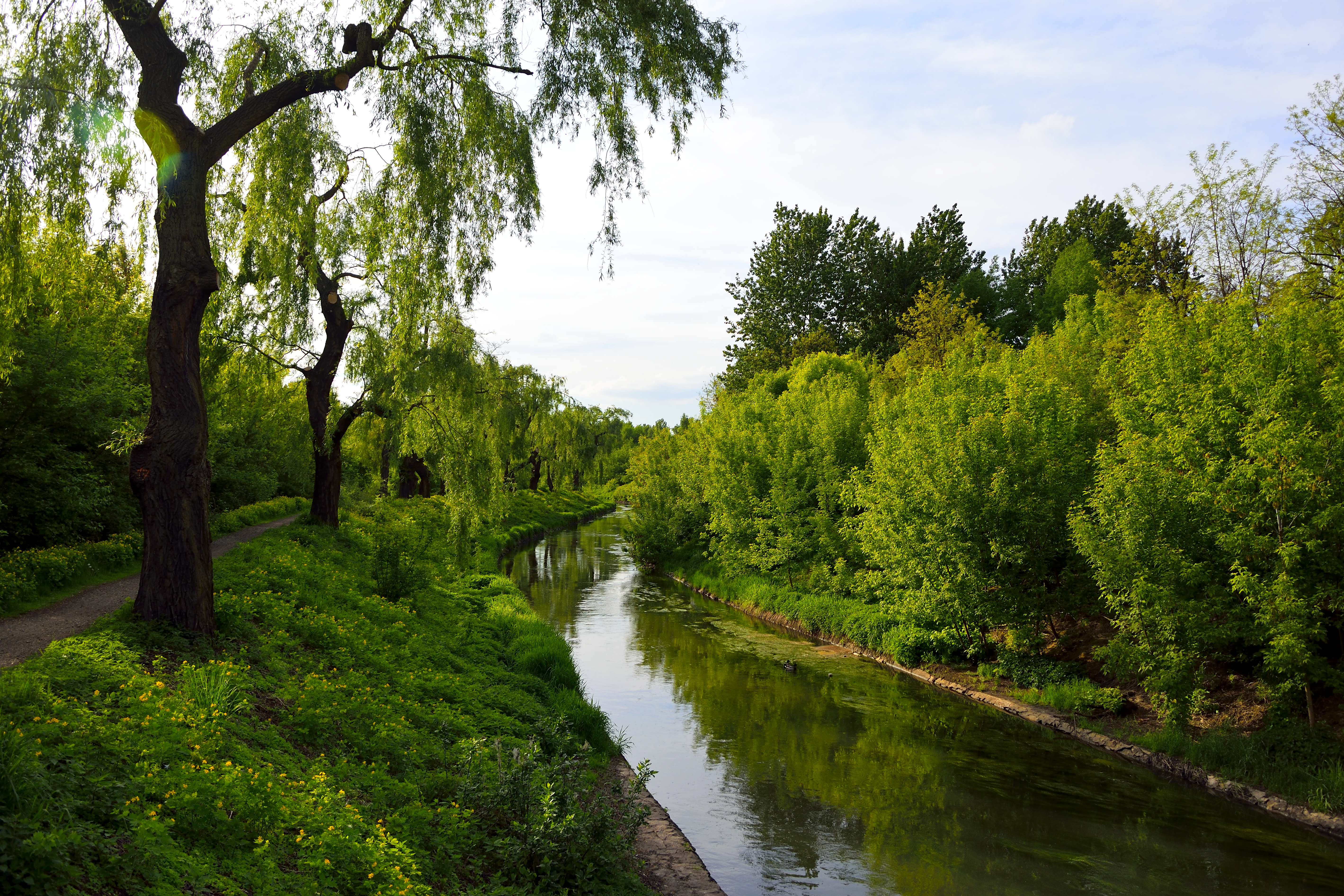
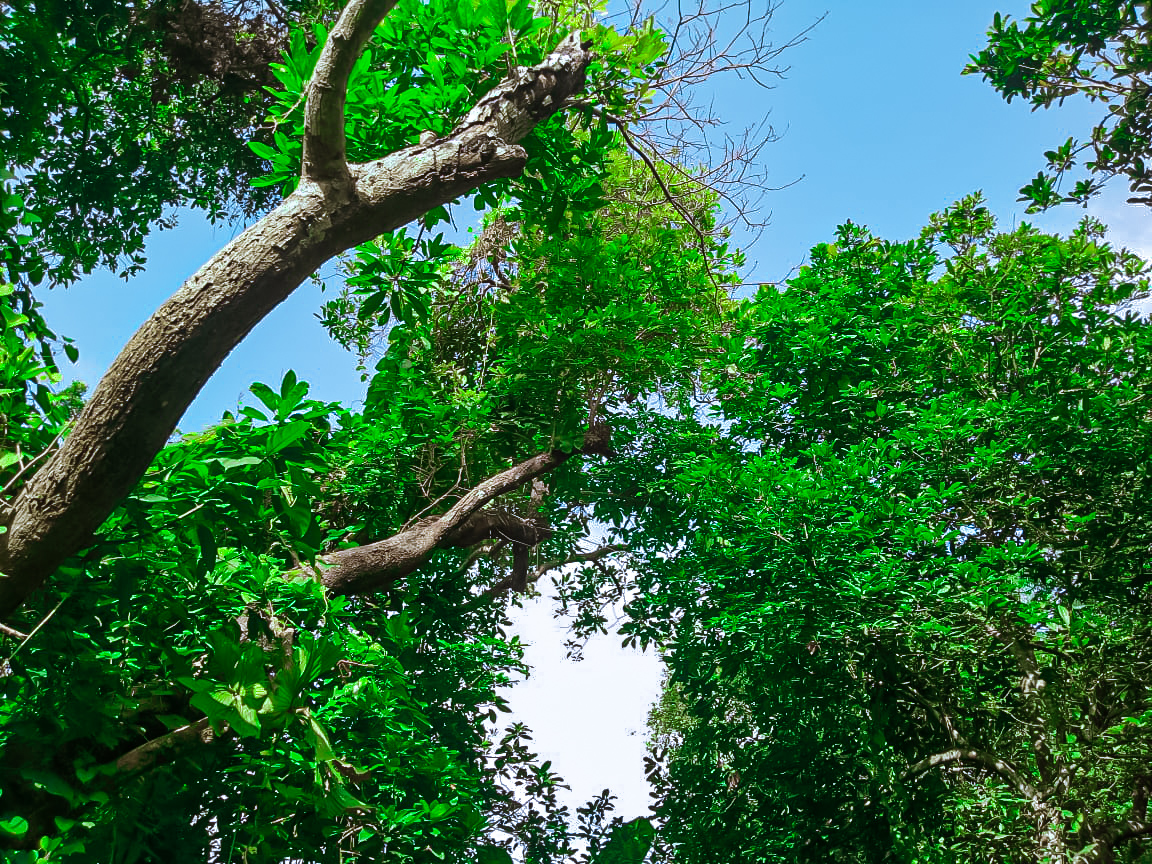
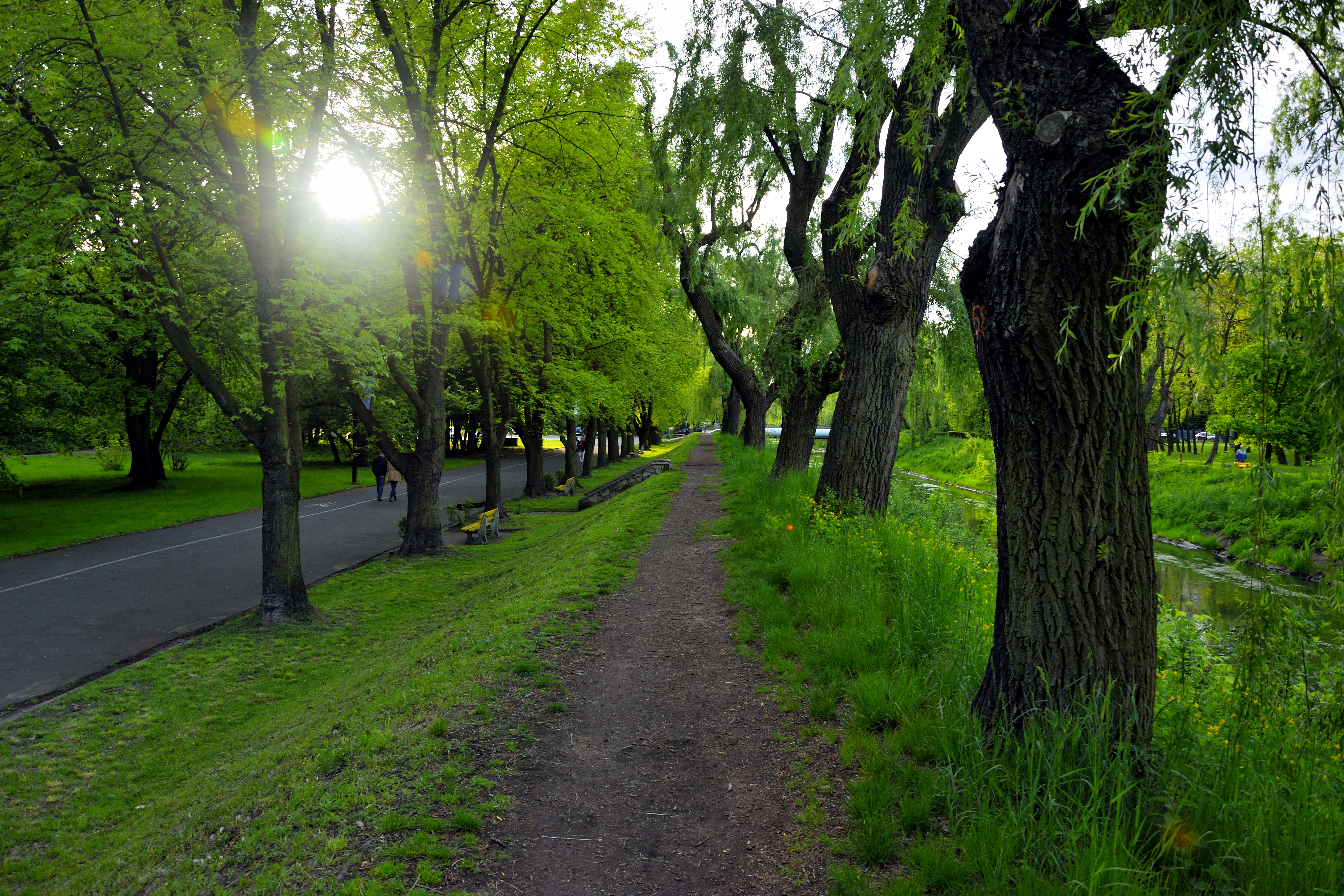